# Слободка (Башкортостан)
Слободка — хутор в Ишимбайском районе Башкортостана, входит в состав Скворчихинского сельсовета.

## Население
| 2002 | 2009 | 2010 |
| ---- | ---- | ---- |
| 10   | ↗12  | →12  |

Национальный состав
Согласно переписи 2002 года, преобладающая национальность — русские	(90 %)

## Географическое положение
Хутор расположен у речки Будени, впадающей в Тайрук.
Расстояние до:
- районного центра (Ишимбай): 27 км,
- центра сельсовета (Скворчиха): 10 км,
- ближайшей ж/д станции (Салават): 45 км.

## Улицы
На хуторе 5 дворов.
- Береговая
- Ключевая